# Leonas de Ponce 2021
Questa voce raccoglie le informazioni riguardanti le Leonas de Ponce nella stagione 2021.

## Stagione
Le Leonas de Ponce partecipano alla Liga de Voleibol Superior Femenino dopo aver acquistato il titolo delle Indias de Mayagüez.
Concludono la stagione regolare al sesto posto, conquistando l'accesso ai play-off scudetto: partecipato al Girone A dei quarti di finale, dove tuttavia non riescono a conquistare neanche una vittoria contro le Criollas de Caguas e le Sanjuaneras de la Capital, venendo eliminate.

## Organigramma societario
Area direttiva
- Presidente: Marvin Alameda

Area tecnica
- Allenatore: Javier Gaspar

## Rosa
| N° | Nome                | Ruolo | Data di nascita  | Nazionalità sportiva |
| -- | ------------------- | ----- | ---------------- | -------------------- |
| 1  | Lindsay Stalzer     | S     | 25 luglio 1984   | Stati Uniti          |
| 3  | Valeria León        | L     | 21 novembre 1995 | Porto Rico           |
| 4  | Raymariely Santos   | P     | 13 aprile 1992   | Porto Rico           |
| 5  | Yimarilis Calderón  | C     | -                | Porto Rico           |
| 6  | Regan Hood          | S     | 10 agosto 1983   | Stati Uniti          |
| 7  | Nelmarie Cruz       | S     | 3 giugno 1996    | Porto Rico           |
| 8  | Kendra Dahlke       | S     | 29 dicembre 1996 | Stati Uniti          |
| 9  | Nicole Cruz         | C     | 15 agosto 1995   | Porto Rico           |
| 10 | Jizzyan Gesualdo    | P     | 19 luglio 1994   | Porto Rico           |
| 11 | Mildrelis Rodríguez | S     | 1º aprile 1997   | Porto Rico           |
| 12 | Katherine Bell      | O     | 5 marzo 1993     | Stati Uniti          |
| 13 | Yusleinis Herrera   | S     | 12 marzo 1984    | Cuba                 |
| 16 | Yamilet Velázquez   | P     | 21 febbraio 1997 | Porto Rico           |
| 17 | Yavianliz Rosado    | L     | 27 gennaio 1997  | Porto Rico           |
| 18 | Paola Figueroa      | S     | 21 aprile 1996   | Porto Rico           |
| 20 | Gabriela Alicea     | S     | 18 aprile 1997   | Porto Rico           |
| 31 | Shannon Torregrosa  | C     | 1º febbraio 1981 | Porto Rico           |

## Mercato
| Acquisti | Acquisti            | Acquisti                  | Acquisti   |
| R.       | Nome                | da                        | Modalità   |
| -------- | ------------------- | ------------------------- | ---------- |
| P        | Raymariely Santos   | Thīras                    | definitivo |
| L        | Valeria León        | Indias de Mayagüez        | definitivo |
| C        | Yimarilis Calderón  | Pinkin de Corozal         | definitivo |
| S        | Regan Hood          | Alba-Blaj                 | definitivo |
| S        | Nelmarie Cruz       | Changas de Naranjito      | definitivo |
| C        | Nicole Cruz         | Indias de Mayagüez        | definitivo |
| P        | Jizzyan Gesualdo    | Indias de Mayagüez        | definitivo |
| S        | Mildrelis Rodríguez | Indias de Mayagüez        | definitivo |
| O        | Katherine Bell      | Bolu                      | definitivo |
| P        | Yamilet Velázquez   | Amazonas de Trujillo Alto | definitivo |
| L        | Yavianliz Rosado    | Pinkin de Corozal         | definitivo |
| C        | Paola Figueroa      | -                         | definitivo |
| S        | Gabriela Alicea     | Criollas de Caguas        | definitivo |
| C        | Shannon Torregrosa  | Indias de Mayagüez        | definitivo |
| S        | Kendra Dahlke       | Thīras                    | definitivo |
| S        | Yusleinis Herrera   | Kalecik                   | definitivo |
| S        | Lindsay Stalzer     | Grises de Humacao         | definitivo |

| Cessioni | Cessioni          | Cessioni | Cessioni   |
| R.       | Nome              | a        | Modalità   |
| -------- | ----------------- | -------- | ---------- |
| S        | Regan Hood        | -        | svincolata |
| S        | Kendra Dahlke     | -        | svincolata |
| S        | Yusleinis Herrera | -        | svincolata |
| O        | Katherine Bell    | -        | svincolata |

## Risultati

### LVSF

#### Regular season
| 17 giugno 2021 Coliseo Salvador Dijols, Ponce           | Leonas de Ponce           | 3 - 0 | Valencianas de Juncos     | 25-23, 25-22, 25-19               |
| 18 giugno 2021 Coliseo Emilio E. Huyke, Humacao         | Grises de Humacao         | 0 - 3 | Leonas de Ponce           | 21-25, 19-25, 22-25               |
| 20 giugno 2021 Coliseo Gelito Ortega, Naranjito         | Changas de Naranjito      | 3 - 1 | Leonas de Ponce           | 25-14, 24-26, 25-12, 25-13        |
| 23 giugno 2021 Coliseo Salvador Dijols, Ponce           | Leonas de Ponce           | 3 - 0 | Pinkin de Corozal         | 25-23, 25-20, 31-29               |
| 26 giugno 2021 Coliseo Salvador Dijols, Ponce           | Leonas de Ponce           | 1 - 3 | Sanjuaneras de la Capital | 25-22, 17-25, 20-25, 16-25        |
| 1º luglio 2021 Coliseo Salvador Dijols, Ponce           | Leonas de Ponce           | 3 - 2 | Changas de Naranjito      | 20-25, 25-23, 25-23, 18-25, 15-12 |
| 3 luglio 2021 Coliseo Salvador Dijols, Ponce            | Leonas de Ponce           | 0 - 3 | Criollas de Caguas        | 21-25, 16-25, 20-25               |
| 7 luglio 2021 Coliseo Rafael Amalbert, Juncos           | Valencianas de Juncos     | 3 - 2 | Leonas de Ponce           | 25-13, 23-25, 25-18, 18-25, 15-11 |
| 14 luglio 2021 Coliseo Carmen Zoraida Figueroa, Corozal | Pinkin de Corozal         | 3 - 0 | Leonas de Ponce           | 25-22, 25-23, 25-23               |
| 16 luglio 2021 Coliseo Roberto Clemente, San Juan       | Sanjuaneras de la Capital | 3 - 0 | Leonas de Ponce           | 25-13, 25-22, 25-18               |
| 22 luglio 2021 Coliseo Roger L. Mendoza, Caguas         | Criollas de Caguas        | 3 - 0 | Leonas de Ponce           | 25-14, 25-14, 25-19               |
| 25 luglio 2021 Coliseo Salvador Dijols, Ponce           | Leonas de Ponce           | 1 - 3 | Grises de Humacao         | 25-23, 19-25, 13-25, 20-25        |

#### Play-off
| Quarti di finale (gara 1) - 27 luglio 2021 Coliseo Roberto Clemente, San Juan | Sanjuaneras de la Capital | 3 - 1 | Leonas de Ponce           | 25-21, 25-20, 21-25, 27-25        |
| Quarti di finale (gara 3) - 29 luglio 2021 Coliseo Salvador Dijols, Ponce     | Leonas de Ponce           | 0 - 3 | Criollas de Caguas        | 12-25, 18-25, 21-25               |
| Quarti di finale (gara 4) - 30 luglio 2021 Coliseo Salvador Dijols, Ponce     | Leonas de Ponce           | 2 - 3 | Sanjuaneras de la Capital | 22-25, 25-22, 25-17, 22-25, 12-15 |
| Quarti di finale (gara 6) - 3 agosto 2021 Coliseo Roger L. Mendoza, Caguas    | Criollas de Caguas        | 3 - 2 | Leonas de Ponce           | 17-25, 22-25, 25-19, 25-21, 15-19 |

## Statistiche

### Statistiche di squadra
| Competizione | Punti | In casa | In casa | In casa | In trasferta | In trasferta | In trasferta | Totale | Totale | Totale |
| Competizione | Punti | G       | V       | P       | G            | V            | P            | G      | V      | P      |
| ------------ | ----- | ------- | ------- | ------- | ------------ | ------------ | ------------ | ------ | ------ | ------ |
| LVSF         | 12    | 8       | 3       | 5       | 8            | 1            | 7            | 16     | 4      | 12     |
| Totale       | -     | 8       | 3       | 5       | 8            | 1            | 7            | 16     | 4      | 12     |

G = partite giocate; V = partite vinte; P = partite perse